# Cessna Citation Sovereign
Cessna 680 Citation Sovereign  — турбовентиляторний двомоторний середній літак бізнес-класу, розроблений компанією Cessna Aircraft Company. В даний час це другий за величиною літак, що випускається під брендом Citation, найбільшим є Citation X. «Сессна-680» вважається міжконтинентальним літаком і використовується перш за все для ділових перельотів.

## Тактико-технічні характеристики
Згідно з даними Європейського агентства із сертифікації.

### Технічні характеристики
- Екіпаж: 2 людини
- Пасажиромісткість: 8-12 осіб
- Вантажопідйомність: 1 216 кг
- Довжина: 19,37 м
- Розмах крила: 19,24 м
- Висота: 6,2 м
- Маса порожнього: 8 029 кг
- Корисне навантаження: 5 638 кг
- Максимальна злітна маса: 13 743 кг
- Двигуни: 2 × ТРДД Pratt & Whitney Canada PW306C
- Тяга: 2 × 2580 кг

### Льотні характеристики
- Максимальна швидкість: 848 км/год
- Практична дальність: 5 273 км
- Практична стеля: 14 326 м
- Швидкопідйомність: 20,4 м/с